# Belize (Angola)
Belize es un municipio y ciudad de la provincia de Cabinda en Angola. En julio de 2018, el municipio tenía una población estimada de 21 892 habitantes.
Es el municipio más septentrional del país. Se ubica en la esquina nororiental de la provincia, siendo fronterizo con la República del Congo y República Democrática del Congo.

## Comunas
El municipio comprende tres comunas (población en 2014):
- Belize (ciudad capital del municipio), 12 815 habitantes
- Luali, 1643 habitantes
- Miconge, 5104 habitantes